# Валуевка (Омская область)
Валуевка — село в Тюкалинском районе Омской области. Административный центр Валуевского сельского поселения.

## История
Основано в 1893 г. В 1928 году село Валуевское состояло из 182 хозяйств, основное население — русские. Центр Валуевского сельсовета Тюкалинского района Омского округа Сибирского края.

## Население
| 1926 | 2010 |
| ---- | ---- |
| 908  | ↘577 |